# 자일로그
자일로그(Zilog, Inc., 이전 이름: ZiLOG)는 8비트, 16비트 마이크로컨트롤러를 제조하는 미국의 제조업체이다. 인텔 8080 호환에 가격이 더 저렴한 8비트 마이크로프로세서인 자일로그 Z80 시리즈가 이 회사의 가장 유명한 제품이다. Z80은 1980년대에 TRS-80, ZX81과 같은 수많은 가정용 컴퓨터에서 널리 사용되었다. 16비트, 32비트 프로세서 둘 다 이 회사에 의해 생산되었으나 널리 사용되는 못했다. 1990년대부터 이 회사는 마이크로컨트롤러 시장에 주 초점을 맞추었다.
자일로그는 "Z integrated logic"의 준말이다.

## 역사
자일로그는 1974년 페데리코 파긴과 랄프 웅거먼에 의해 캘리포니아주에서 설립되었다. 설립자들은 원래 인텔 4004, 인텔 8080 마이크로프로세서와 커스텀 칩을 작업한 뒤 인텔을 떠났다.

## 제품

### 마이크로프로세서 계열
- 자일로그 Z80 (1976년)
- 자일로그 Z8000 (1978년 경)
- 자일로그 Z800 (1985년)
- 자일로그 Z80000 (1985년 말)
- 자일로그 Z280 (1986년 초)
- 자일로그 Z180 (1986년 말)

### 마이크로컨트롤러 계열
- 자일로그 Z380 (1994년)
- 자일로그 Z8 앙코르!
- 자일로그 Z8 앙코르! XP
- 자일로그 eZ80 (2001년)
- 자일로그 eZ8 (2005년)
- 자일로그 Z16F, ZNEO, 16비트 마이크로컨트롤러 (2006년)
- 자일로그 Z8051 (2011년)

### 통신 컨트롤러
- Z8030/Z8530 SCC 및 Z80230/Z85230 ESCC USART 칩
- Z16017/Z16M17/Z86017 PCMCIA 어댑터
- Z80382/Z8L382 마이크로프로세서
- Z5380 SCSI 프로토콜 컨트롤러 (NCR 5380 기반)
- Z022 시리즈 싱글 칩 모뎀

#### 모션 감지
- ZEPIR0AAS02MODG - ZMOTION™ 모션 감지 모듈
- Z8FS040 ZMOTION™ MCU - 모션 감지 알고리즘이 내장된 마이크로컨트롤러
- Z8FS021A - ZMOTION™ 인트루전 MCU - 인트루전 모션 감지 알고리즘이 내장된 마이크로컨트롤러

### 디지털 신호 프로세서
- Z86295
- Z89 시리즈

### TV 컨트롤러
- Z90231
- Z90233
- Z90251
- Z90255

#### 라인 21 디코더
- Z86129/Z86130/Z86131
- Z86228/Z86229/Z86230

#### 단일 보드 컴퓨터
- Zdots eZ80F91